# مایک سوربر
مایک سوربر (انگلیسی: Mike Sorber؛ زادهٔ ۱۴ مهٔ ۱۹۷۱) بازیکن سابق و مربی فوتبال اهل ایالات متحده آمریکا است.
از باشگاه‌هایی که در آن بازی کرده‌است می‌توان به باشگاه فوتبال اونیورسیداد ناسیونال، باشگاه فوتبال اسپورتینگ کانزاس‌سیتی، باشگاه فوتبال نیوانگلند رولوشن، باشگاه فوتبال شیکاگو فایر، و باشگاه فوتبال نیویورک رد بولز اشاره کرد.
وی همچنین در تیم ملی فوتبال ایالات متحده آمریکا بازی کرده‌است.